# Rybaki (województwo mazowieckie)
Rybaki – wieś sołecka w Polsce, położona w województwie mazowieckim, w powiecie płockim, w gminie Słubice.
| SIMC    | Nazwa         | Rodzaj    |
| ------- | ------------- | --------- |
| 0575545 | Kępa Kamińska | część wsi |
| 0575539 | Kępa-Izabela  | część wsi |

W latach 1975–1998 miejscowość administracyjnie należała do województwa płockiego.
Podczas powodzi 23 maja 2010 doszło do przerwania wału przeciwpowodziowego na Wiśle w Świniarach. Rybaki zostały częściowo zalane. 